# سرجو چیتی
سرجو چیتی (ایتالیایی: Sergio Citti؛ ‏ ۳۰ مهٔ ۱۹۳۳ – ۱۱ اکتبر ۲۰۰۵) کارگردان، و فیلم‌نامه‌نویس اهل ایتالیا بود.
از فیلم‌ها یا مجموعه‌های تلویزیونی که وی در آن‌ها نقش داشته‌است، می‌توان به کلبه ساحلی و حکایت‌های ناپسند اشاره نمود.
او در سال ۲۰۰۵ بر اثر سکته قلبی درگذشت.

## بخشی از فیلمشناسی
- خائن